# Kollerinsel

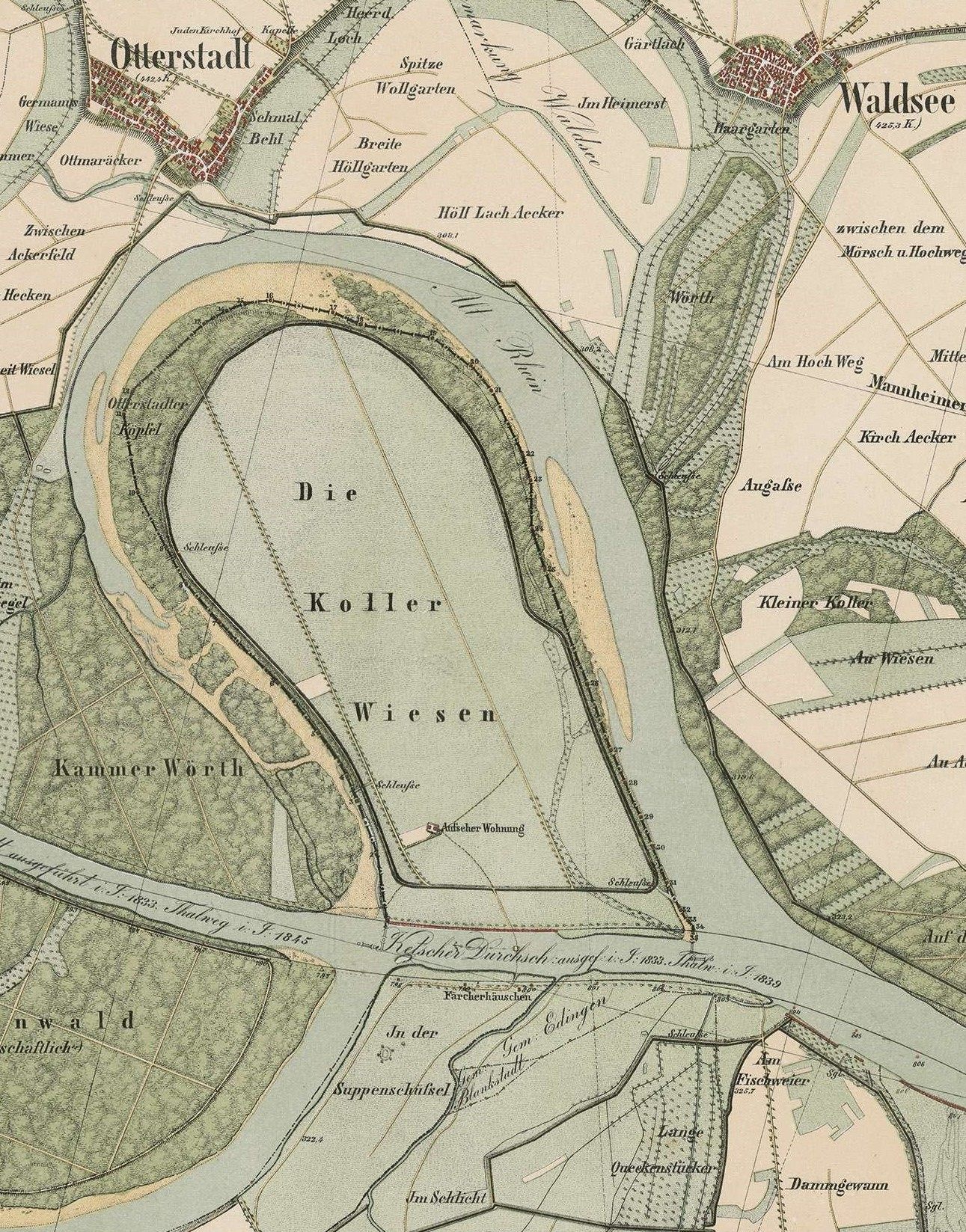
Karte der Kollerinsel von 1856/58, nach Westen ausgerichtet, Rhein fließt nach rechts

Die Kollerinsel ist eine Binnenhalbinsel am Rhein zwischen den Gemeinden Brühl (Baden-Württemberg), zu der sie verwaltungsmäßig gehört, und Otterstadt (Rheinland-Pfalz). Sie entstand 1833 als Insel, als während der Rheinkorrektion nach Plänen von Johann Gottfried Tulla ein Durchschnitt durch einen Mäander angelegt wurde. Später bildete sich durch teilweise Verlandung des Altrheins eine Verbindung zum linken Rheinufer, wodurch die Kollerinsel zur Halbinsel wurde.

## Geschichte
Vor 1833 verlief der Rhein im Bereich der heutigen Kollerinsel in einem nach Westen ausholenden Mäander, der die Ortschaften Otterstadt und Waldsee passierte. Im Zuge der Tulla’schen Korrektionsarbeiten wurde 1833 ein Leitgraben in der Trasse des Ketscher Durchschnitts angelegt, den die Schleppkraft des Rheins selbstständig zum vollen Flussbett aufweiten sollte.
Durch den Bau des Leitgrabens wurden die innerhalb des Mäanders liegenden Kollerwiesen, früher von der Gemeinde Brühl als Wässerwiesen genutzt, zur Insel. Die Topografische Karte von 1838 zeigt ein nicht eingedeichtes Gelände mit Wald im Westen und Wiesen im Osten.
Ab 1839 verlief der Talweg im Ketscher Durchschnitt. Laut den Verträgen zwischen dem Königreich Bayern, zu dem damals die Pfalz gehörte, und dem Großherzogtum Baden zur Rheinkorrektion bildete der Talweg im Durchschnitt die Staatsgrenze ab dem Zeitpunkt, an dem er der Schifffahrt in beiden Richtungen bei jedem Wasserstand diente. Die Kollerinsel wurde vorübergehend bayerisch, was vor Ort großen Unmut zur Folge hatte. Gemäß einem Vertrag vom 24. April 1840 wurde die Insel wieder badisch. Im Gegenzug erhielt Bayern ein rechtsrheinisches Gebiet bei Germersheim, das für den Brückenkopf der Festung Germersheim benötigt wurde. Heute ist die Kollerinsel – neben der Altstadt von Konstanz – eines der beiden linksrheinischen Landesgebiete Baden-Württembergs.
Ein Vergleich der 1852/1853 revidierten Topografischen Karte mit der Ausgabe von 1838 zeigt auf, dass auf der Insel ein Teil des Waldes gerodet und als Wiesen weitergenutzt wurde. Ein Großteil des Wiesengeländes wurde durch einen neuen Ringdeich vor Hochwasser geschützt. Im Osten der Insel entstand ein als Aufseherwohnung benanntes Gebäude. Einzige Zugangsmöglichkeit zur Insel war eine als fliegende Brücke bezeichnete Fähre über den neuen Rheinlauf, an die sich ein Weg nach Brühl anschloss. Der Fährbetrieb war durch einen großherzoglichen Erlass vom 5. August 1834 eingerichtet worden und diente dem Anschluss der großherzoglichen Domäne Kollerinsel.
Auf einer Rheinkarte von 1856/58 (siehe Einleitung) sind neu entstandene Kies- oder Sandflächen am Gleithang des Altrheins dargestellt. Der obere Teil des Mäanderbogens wird als vollständig verlandet und größtenteils bewaldet abgebildet. Entlang der Ufer des früheren Flussbettes verliefen zwei Schluten, die bei höheren Wasserständen durchströmt wurden. Die Verlandung dürfte ein Ergebnis gezielter Maßnahmen zur Neulandgewinnung bei der Rheinkorrektion gewesen sein, bei denen vor allem Weidenstecklinge genutzt wurden. Die Abzweigungen von Altrheinen wurden verengt, um die Sedimentation zu fördern. Durch die Verlandung des heute als Böllenwörth unter Naturschutz stehenden Gebiets wurde die Kollerinsel zur Binnenhalbinsel mit Anschluss an das linke Rheinufer.

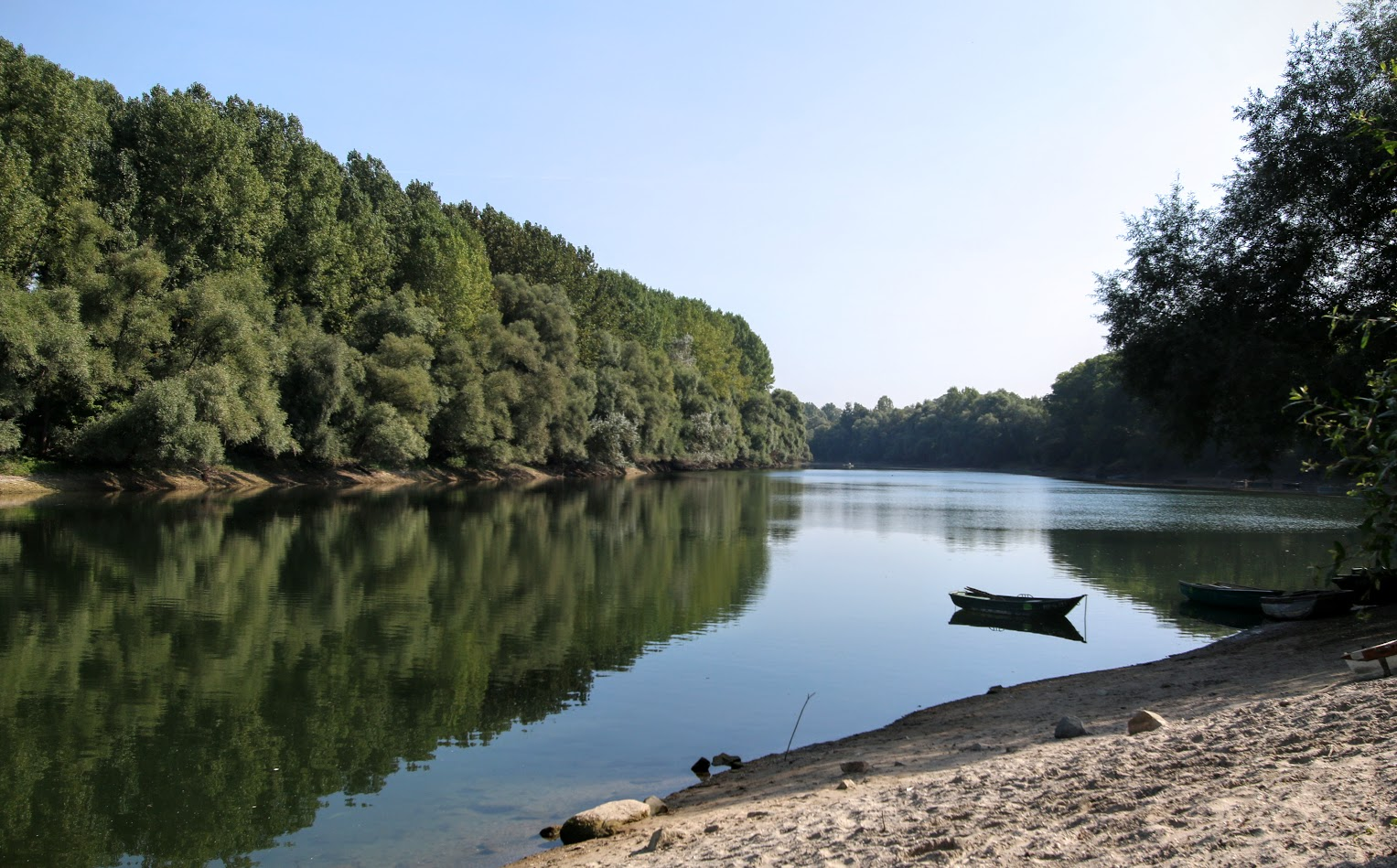
Kollerinsel, ehemalige Rheinschlinge mit Auwald (Landschaftsschutzgebiet).

Im Messtischblatt von 1891 ist ein Waldweg im Bereich Böllenwörth dargestellt, der die Kollerinsel mit Otterstadt verbindet. Laut dem Messtischblatt von 1936 wurden Teile der Kollerinsel als Acker genutzt. Der Fähranleger war etwas flussaufwärts in die Nähe der jetzt als Schützenhaus bezeichneten Aufseherwohnung verlegt worden. Seit November 1938 ist die Kollerinsel als Landschaftsschutzgebiet ausgewiesen.
Luftbilder aus den Jahren 1968 und 2008 lassen erkennen, dass die Gewinnung von Kies in Baggerseen und Freizeitnutzungen wie Campingplätze und Segelhafen zunehmend Flächen beanspruchten. Im Bereich der Kollerinsel vergrößerte sich der 1968 bereits vorhandene Kollersee, ein Baggersee im Südwesten der Halbinsel, der mit dem Otterstädter Altrhein verbunden ist. Das eingedeichte Gebiet wurde zugunsten des Kollersees verkleinert.
Der Ringdeich der Kollerinsel konnte Hochwasserschäden nicht vollständig verhindern. Beispielsweise wurden beim Pfingsthochwasser 1999 58 Prozent der Fläche durch Sicker- und Druckwasser überschwemmt, was umfangreiche Ernteschäden zur Folge hatte. Um die Jahrtausendwende wurde das Gelände größtenteils ackerbaulich genutzt, nur im Nordosten gab es vereinzelt Wiesenbewirtschaftung.

## Gegenwart
Die Kollerinsel umfasst einschließlich des Kollersees eine Fläche von ungefähr 400 Hektar. Verkehrsmäßig erschlossen ist die Halbinsel durch die baden-württembergische Landesstraße 630, die die Fortsetzung der rheinland-pfälzischen Landesstraße L 535 darstellt. Östlich des Rheins führt sie über Brühl weiter bis nach Schwetzingen.

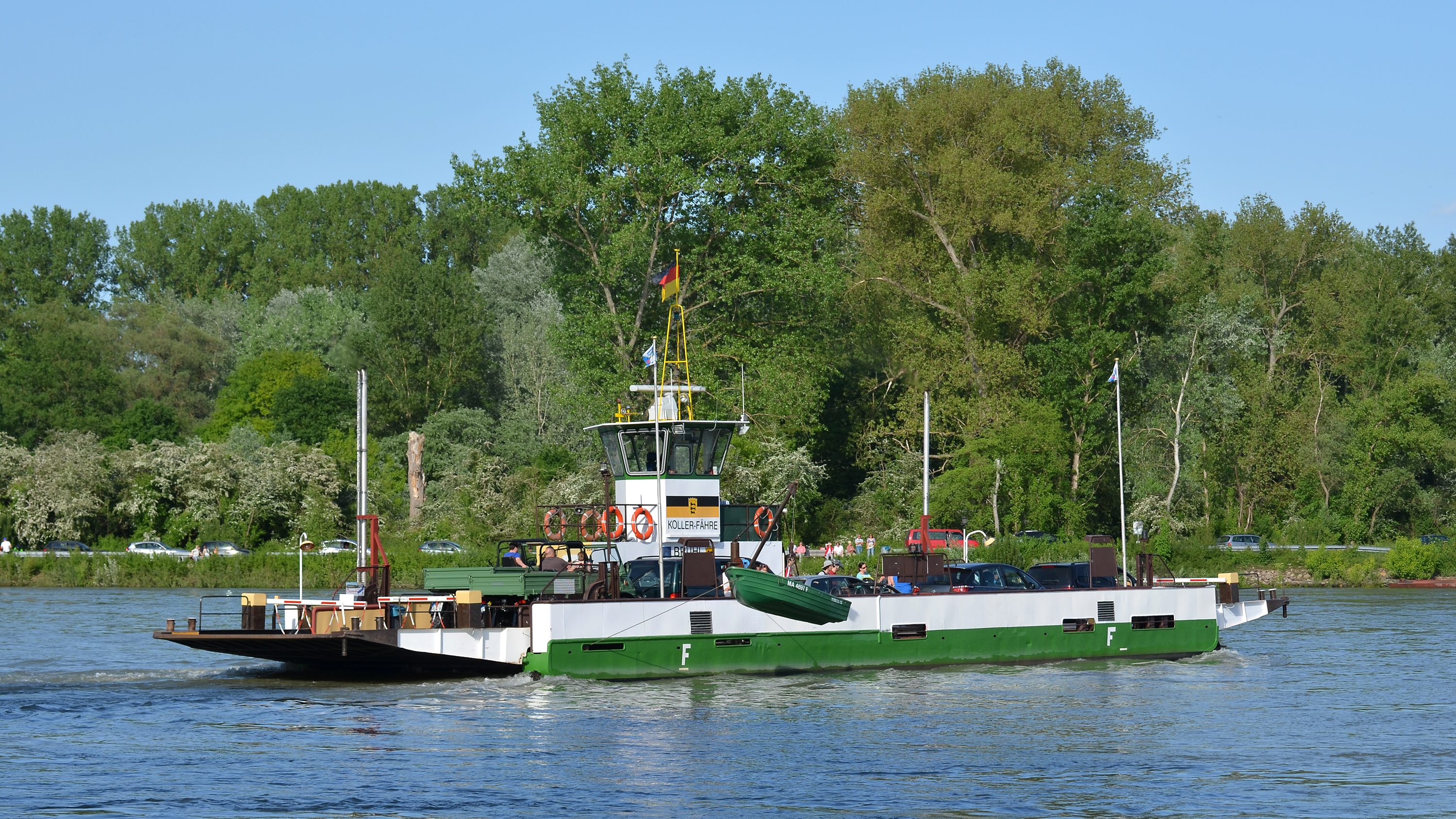
Kollerfähre

Die Kollerinsel ist durch die Kollerfähre, eine im Sommer verkehrende Autofähre etwa bei Rheinkilometer 409,5, mit dem rechten Rheinufer und der dortigen Gemeinde Brühl verbunden. Benachbarte Rheinfähren sind flussaufwärts die Rheinhäuser Fähre (Rheinkilometer 394) und flussabwärts die Rheinfähre Altrip–Mannheim (Rheinkilometer 415,5). Das Land Baden-Württemberg ist Eigentümer und Betreiber der Kollerfähre. Eingesetzt wird eine freifahrende Motorfähre, die 1954 von der Rheinwerft Walsum gebaut und 1978 vom Land erworben wurde. Der Fährbetrieb ist defizitär; der Rechnungshof Baden-Württemberg sieht keine rechtliche Verpflichtung des Landes zum Betrieb der Fähre. Die Zukunft der Fähre war Anfang 2021 noch nicht endgültig geklärt; der Finanzausschuss des Landtags von Baden-Württemberg empfiehlt einen Weiterbetrieb der Fähre.
Zwischen 2000 und 2004 wurde auf der Kollerinsel einer der Polder des Integrierten Rheinprogramms (IRP) gebaut. Mit dem IRP soll am Oberrhein der Schutz vor einem 200-jährlichen Hochwasser wiederhergestellt werden, der durch den Bau von Staustufen am südlichen Oberrhein und die Eindeichung von Flussauen verlorengegangen war. Betreiberin des gesteuerten Polders ist die rheinland-pfälzische Struktur- und Genehmigungsdirektion Süd. Im Zuge der Baumaßnahmen entstand ein Ein- und Auslassbauwerk mit zwei Fischbauchklappen am Rhein etwas unterhalb des Fähranlegers. Zudem wurden die zwei vorhandenen Schließen, die das Grabensystem der Kollerinsel mit dem Rhein verbinden, um eine dritte ergänzt. Im Retentionsraum innerhalb des Ringdeichs können auf einer Fläche von 232 Hektar bis zu 6,1 Millionen Kubikmeter Wasser zurückgehalten werden. Es wird damit gerechnet, dass der Polder im langjährigen Mittel ungefähr alle 20 Jahre geflutet werden muss. Der Polder wird zehn Stunden nach dem Polder Wörth/Jockgrim eingesetzt. Für den Polder wurden 12,3 Millionen Euro investiert.
Zur Restwasserentleerung nach einem Einsatz des Polders sowie zur Durchführung von ökologischen Flutungen wurde das Schlutensystem innerhalb des Ringdeichs reaktiviert. Es verbindet fast alle Geländetiefpunkte. Bei den ökologischen Flutungen werden bei geeigneten Rheinwasserständen die Schluten und tieferliegende Flächen flach überschwemmt; dabei werden im Winter und Sommer unterschiedliche maximale Wasserstände angestrebt. Die Flutungen werden über die neu erbaute Schließe gesteuert. Gemeinsam mit einer Biotopvernetzung sollen die ökologischen Flutungen die Anpassung und Gewöhnung der Tier- und Pflanzenwelt an den Einsatz des Polders fördern.
Zusammen mit dem Polderbau wurde ein neues Nutzungskonzept für die Kollerinsel umgesetzt. Die landwirtschaftlichen Flächen wurden neu geordnet und sollen zukünftig extensiv genutzt werden. Der bisherige Kollerhof wurde aufgegeben, als Ersatz entstand ein Pensionspferdehof mit Gasthaus, der hochwasserfrei auf einer Warft liegt. Naherholungs- und Freizeiteinrichtungen wurden weitgehend im Süden der Kollerinsel konzentriert. Sie bestehen aus einem Campingplatz sowie einer Liegewiese und einer Steganlage am Kollersee.